# کن بارنز (بازیکن فوتبال)
کن بارنز (انگلیسی: Ken Barnes؛ ۱۶ مارس ۱۹۲۹ – ۱۳ ژوئیهٔ ۲۰۱۰) یک بازیکن فوتبال بود. 